# Nederland op het Junior Eurovisiesongfestival 2020
Nederland nam deel aan het Junior Eurovisiesongfestival 2020 in Warschau, Polen. Het was de achttiende deelname van het land aan het Junior Eurovisiesongfestival. De AVROTROS was verantwoordelijk voor de Nederlandse bijdrage.

## Selectieproces
Ook dit jaar koos Nederland ervoor om diens artiest te verkiezen via het Junior Songfestival. Het format bleef ongewijzigd in vergelijking met de voorbije editie. Er was een live-uitzending op 26 september 2020 waarin de artiest en het lied geselecteerd werden. Oorspronkelijk zouden er vier acts deelnemen aan de finale, maar na een positieve COVID-19-test, mochten deelnemers Demi van de groep UNITY en Robin niet meedoen aan de finale. De vakjury bestond uit Duncan Laurence, Ronnie Flex en Fenna Ramos. Ramos was de vervangster van Emma Heesters, omdat iemand in Heesters' omgeving corona bleek te hebben.
| Plaats | Artiest        | Lied            | Kinderjury | Vakjury | Publiek | Totaal |
| ------ | -------------- | --------------- | ---------- | ------- | ------- | ------ |
| 1      | UNITY          | Best Friends    | 10         | 12      | 12      | 34     |
| 2      | Robin          | Mee             | 12         | 9       | 10      | 31     |
| 3      | Jackie & Janae | It’s You and Me | 9          | 10      | 9       | 28     |
| 4      | T-Square       | Count On Me     | 8          | 8       | 8       | 24     |

## Junior Eurovisiesongfestival
UNITY was als derde van twaalf acts aan de beurt. Vanwege de coronapandemie traden zij niet op in Warschau, maar namen zij hun optreden vooraf op in Hilversum. De opname werd vertoond tijdens het festival. Nederland eindigde op de vierde plaats, met 132 punten. 68 punten waren afkomstig van de vakjury's en de overige 64 van de televoting.